# Базіаш
Базіаш (рум. Baziaș) — село у повіті Караш-Северін в Румунії. Входить до складу комуни Сокол.
Село розташоване на відстані 374 км на захід від Бухареста, 66 км на південний захід від Решиці, 105 км на південь від Тімішоари.

## Населення
За даними перепису населення 2002 року у селі проживали 69 осіб.
Національний склад населення села:
| Національність | Кількість осіб | Відсоток |
| -------------- | -------------- | -------- |
| румуни         | 54             | 78,3%    |
| серби          | 12             | 17,4%    |

Рідною мовою назвали:
| Мова      | Кількість осіб | Відсоток |
| --------- | -------------- | -------- |
| румунська | 54             | 78,3%    |
| сербська  | 12             | 17,4%    |